# Zgromadzenie Narodowe (Burundi)

## Chronologiczna lista przewodniczących
| #                          | Premier                          | Portret | Kadencja         | Kadencja             | Przynależność etniczna | Partia polityczna | Partia polityczna |
| #                          | Premier                          | Portret | Od               | Do                   | Przynależność etniczna | Partia polityczna | Partia polityczna |
| -------------------------- | -------------------------------- | ------- | ---------------- | -------------------- | ---------------------- | ----------------- | ----------------- |
| Zgromadzenie Konstytucyjne |                                  |         |                  |                      |                        |                   |                   |
| 1                          | Thaddée Siryuyumunsi (1927–)     |         | 28 września 1961 | 1962                 | Tutsi                  |                   | UPRONA            |
| Zgromadzenie Narodowe      |                                  |         |                  |                      |                        |                   |                   |
| 1                          | Thaddée Siryuyumunsi (1927–)     |         | 1 lipca 1962     | 1965                 | Tutsi                  |                   | UPRONA            |
| 2                          | Emile Bucumi (1936–1965)         |         | 1965             | 1965                 | Hutu                   |                   | UPRONA            |
| brak parlamentu 1965-1982  |                                  |         |                  |                      |                        |                   |                   |
| 3                          | Emile Mworoha (1940–)            |         | 1982             | 22 października 1987 | Tutsi                  |                   | UPRONA            |
| brak parlamentu 1987-1993  |                                  |         |                  |                      |                        |                   |                   |
| 4                          | Pontien Karibwabi                |         | lipiec 1993      | 21 października 1993 | Hutu                   |                   | FRODEBU           |
| 5                          | Sylvestre Ntibantunganya (1956–) |         | 23 grudnia 1993  | 1 października 1994  | Hutu                   |                   | FRODEBU           |
| 6                          | Jean Minani (1974–)              |         | 1 grudnia 1994   | styczeń 1995         | Hutu                   |                   | FRODEBU           |
| 7                          | Léonce Ngendakumana (1954–)      |         | 12 stycznia 1995 | 25 lipca 1996        | Hutu                   |                   | FRODEBU           |
| brak parlamentu 1996-1998  |                                  |         |                  |                      |                        |                   |                   |
| (7)                        | Léonce Ngendakumana (1954–)      |         | 18 lipca 1998    | styczeń 2002         | Hutu                   |                   | FRODEBU           |
| (6)                        | Jean Minani (1974–)              |         | 10 stycznia 2002 | sierpień 2005        | Hutu                   |                   | FRODEBU           |
| 8                          | Immaculée Nahayo (1948–)         |         | 16 sierpnia 2005 | 16 marca 2007        | Hutu                   |                   | CNDD–FDD          |
| 9                          | Pie Ntavyohanyuma                |         | 16 marca 2007    | 2015                 | Hutu                   |                   | CNDD–FDD          |
| 10                         | Pascal Nyabenda (1966–)          |         | 30 lipca 2015    | nadal                | Hutu                   |                   | CNDD–FDD          |